# Афоризъм
Афоризмът (от гръцки: αφορισμός – определение, ограничение) представлява кратко изречение, което с малко думи изразява значителна мисъл, житейска мъдрост, сентенция.
Афоризми са много народни пословици с трайно значение („Ум царува, ум робува, ум патици пасе“). Афоризми са и авторски стихове с богато съдържание и силно въздействие върху читателите („Септември ще бъде май“ – Гео Милев), синтезираната идея на някои произведения („Не се гаси туй, що не гасне“ – Иван Вазов), моралното заключение на басните („Несговорна дружина не могат си почина“ – П. Р. Славейков), отделен израз от драматично или белетристично произведение и др.
Афоризмите са средство за житейско и художествено обобщение на една или друга идея със силно въздействие и разпространение.